# Galgenfrist
Galgenfrist betød oprindelig et kort tidsrum, der indrømmedes en dødsdømt før han blev hængt. I dag bruges det om en kort udsættelse af noget ubehageligt.
Synonymer: stakket frist.
Den danske digter, Ivan Malinowski, udgav i 1958 sit gennembrudsværk 'Galgenfrist', som er et karakteristisk værk fra modernismen i Danmark.
| Sprog | Spire Denne artikel om sprog er en spire som bør udbygges. Du er velkommen til at hjælpe Wikipedia ved at udvide den. |